# 1730 Marceline
1730 Marceline è un asteroide della fascia principale. Scoperto nel 1936, presenta un'orbita caratterizzata da un semiasse maggiore pari a 2,7835705 UA e da un'eccentricità di 0,2246135, inclinata di 9,51637° rispetto all'eclittica.
L'asteroide è dedicato all'eroina del romanzo L'immoralista di André Gide.